# SN 1999dd
SN 1999dd – supernowa odkryta 10 lipca 1999 roku w galaktyce A002731+2142. W momencie odkrycia miała maksymalną jasność 21,10m.